# Драгољуб Брновић
Драгољуб Брновић (рођен 2. новембра 1963. године у Титограду) је бивши фудбалер и некадашњи репрезентативац СФРЈ.

## Каријера
Каријеру почео у подгоричком ОФК Титограду, а наставио у Будућности, у којој је играо до 1988. године.
Члан Партизана постаје у сезони 1988/89 и на 27 првенствених сусрета постиже 4 поготка. Уочи Светског првенства у Италији потписује за француски Мец. После четири успешне сезоне у Мецу, каријеру је наставио у Шведској, а завршио у Луксембургу.

## Репрезентација
За репрезентацију СФР Југославије одиграо је 25 утакмица и постигао један погодак. Дебитовао је 14. октобра 1987. године, против Северне Ирске (3:0) у Сарајеву. Био је члан репрезентације СФРЈ на Светском првенству у фудбалу 1990. године, одржаном у Италији. Један је од репрезентативаца (поред Стојковића и Хаџибегића) који нису реализовали једанестерац у четвртфиналном мечу против Аргентине (0:0, пенали 2:3).
Голови за репрезентацију
| #  | Датум               | Место            | Противник | Резултат | Такмичење   |
| -- | ------------------- | ---------------- | --------- | -------- | ----------- |
| 1. | 20. септембар 1989. | Нови Сад, Србија | Грчка     | 3-0      | Пријатељска |